# Porzecze (rejon grodzieński)
Porzecze (biał. Парэчча) – agromiasteczko na Białorusi, w obwodzie grodzieńskin, w rejonie grodzieńskim, blisko granicy z Litwą.
Miejscowość jest położona w centrum Sielsowietu Porzeckiego, pomiędzy Grodnem a Wilnem.

## Obecne życie miejscowości
Znajdują się tutaj dwie parafie – prawosławna (pw. Kazańskiej Ikony Matki Bożej) i rzymskokatolicka (pw. Matki Bożej Nieustającej Pomocy), a także przedszkole, Porzecka Szkoła Średnia, Szkoła Muzyczna i szkoła dla kadetów. Miejscowość jest chętnie odwiedzana przez turystów.

## Historia
Miasteczko Porzecze rozwinęło się w drugiej połowie XIX wieku wokół stacji kolejowej Porzecze na Kolei Warszawsko-Petersburskiej (1862). Miasteczko powstało około 3 km na południe od wsi królewskiej Porzecze, należącej w końcu XVIII wiekudow ekonomii grodzieńskiej w powiecie grodzieńskim województwa trockiego.
Za II Rzeczypospolitej w województwie białostockim, w powiecie grodzieńskim. Siedziba wiejskiej gminy Porzecze. Według Powszechnego Spisu Ludności z 1921 roku miasteczko (wraz ze wsią Porzecze) zamieszkiwało 1.089 osób, 813 było wyznania rzymskokatolickiego, 104 prawosławnego, a 181 mojżeszowego. Jednocześnie 936 mieszkańców zadeklarowało polską przynależność narodową, 7 białoruską, 130 żydowska a 25 inną. Były tu 202 budynki mieszkalne. W 1926 r. w Porzeczu, przy ul Jeziorskiej 2 urodził się Marian Turski (jako Mosze Turbowicz) , zm. 18 lutego 2025 w Warszawie.
16 października 1933 miasteczko Porzecze utworzyło gromadę Porzecze miasteczko w gminie Porzecze, podczas gdy wieś Porzecze (wraz z Czarunuchą I, Podczarnuchą i Konablami) utworzyła odrębną gromadę Porzecze.
W wyniku napaści ZSRR na Polskę we wrześniu 1939 miejscowość znalazła się pod okupacją sowiecką. 2 listopada została włączona do Białoruskiej SRR. 4 grudnia 1939 włączona do nowo utworzonego obwodu białostockiego. Od czerwca 1941 roku pod okupacją niemiecką. 22 lipca 1941 r. włączona w skład okręgu białostockiego III Rzeszy. Podczas okupacji hitlerowskiej, we wrześniu 1941 roku Niemcy utworzyli getto dla żydowskich mieszkańców. Przebywało w nim około 300 osób. 2 listopada 1942 roku Niemcy ostatecznie zlikwidowali getto. Żydów wywieziono do obozu w Kiełbasinie.
W 1944 miejscowość została ponownie zajęta przez wojska sowieckie i włączona do obwodu grodzieńskiego Białoruskiej SRR.

## Budynki
W miejscowości znajdują się dwie drewniane świątynie: cerkiew prawosławna pw. Kazańskiej Ikony Matki Bożej z 1901 r. oraz kościół katolicki pw. Najświętszej Marii Panny z lat 1904–1906.
W Porzeczu znajdował się dom dziecka, gdzie było miejsce dla 160 dzieci. W latach 2013–2014 mieszkało tam 81 osób. Obecnie znajduje się tam Szkoła dla Kadetów.
Ważnym zabytkiem Porzecze jest stacja kolejowa Porzecze z drugiej połowy XIX wieku.

### Galeria

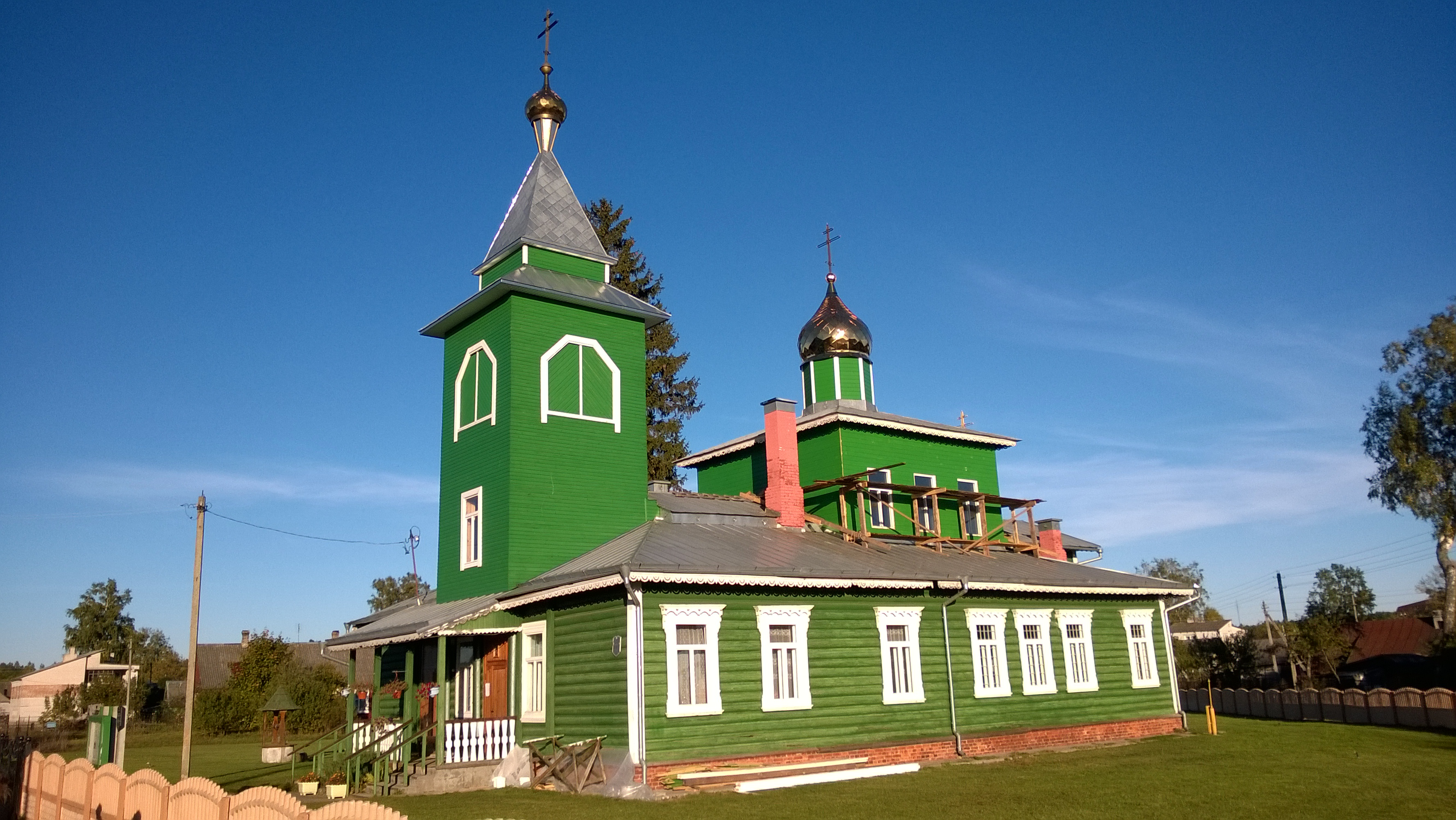
Cerkiew Kazańskiej Ikony Matki Bożej
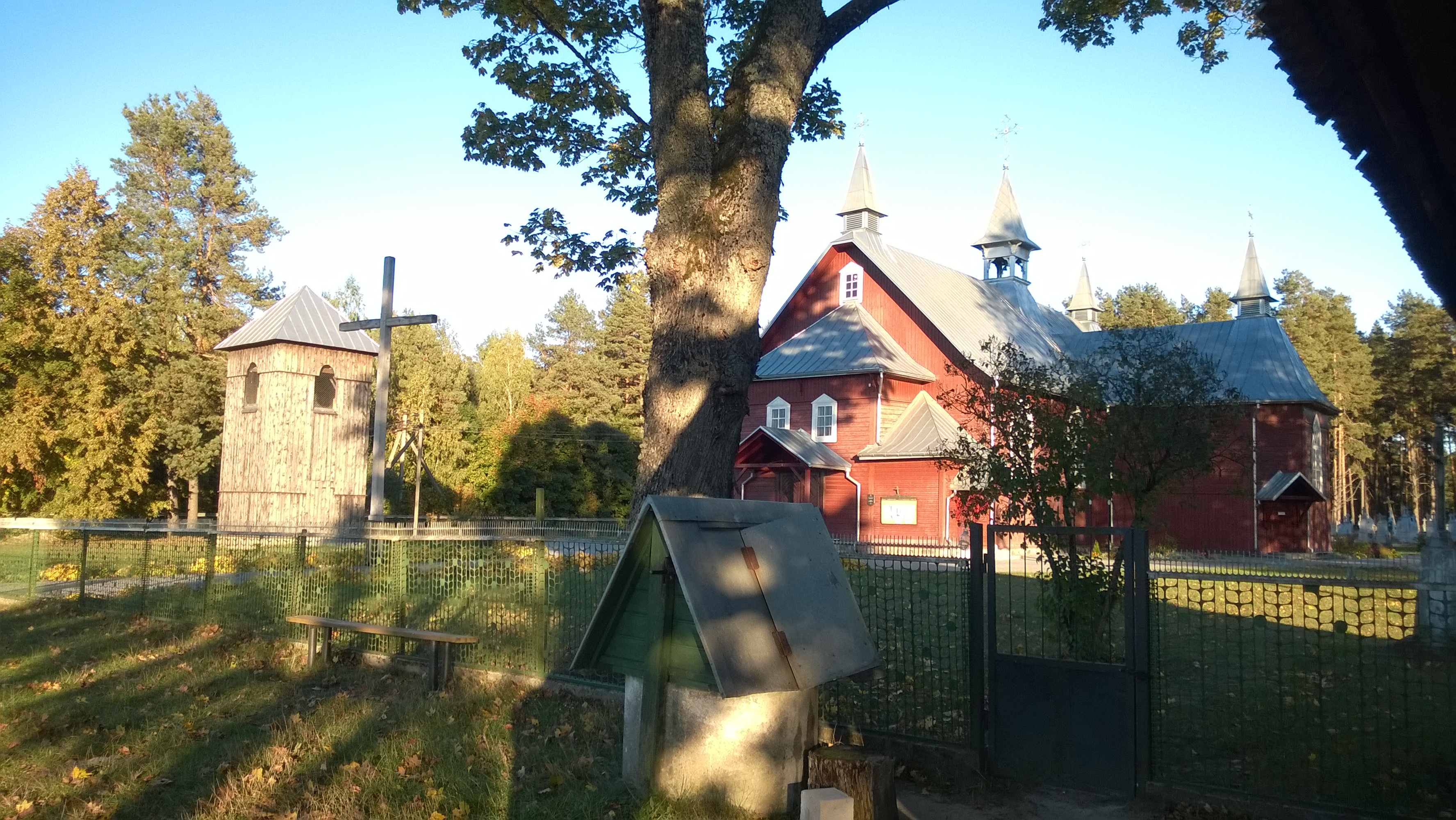
Kościół Najświętszej Maryi Panny